# BAE Systems Tempest
BAE Systems Tempest — проєкт винищувача 6-го покоління, який у Великій Британії розробляє консорціум «Team Tempest» у складі Міністерства оборони Великої Британії, BAE Systems, Rolls-Royce, Leonardo S.p.A. та MBDA. Введення в експлуатацію планується з 2035 року для заміни літака Eurofighter Typhoon.
До 2025 року на проєкт буде витрачено британським урядом 2 млрд фунтів. 19 липня 2019 року Швеція та Велика Британія підписали меморандум про взаєморозуміння щодо вивчення шляхів спільної розробки технологій повітряного бою шостого покоління. Італія оголосила про свою участь у Project Tempest 10 вересня 2019 року під час DSEI-2019.